# ماهی مکشی نرم‌تن
ماهی مکشی نرم‌تن (نام علمی: Aptocyclus ventricosus) نام یک گونه از تیره ماهی مکشی است.